# Sphaerostephanos canescens
Sphaerostephanos canescens är en kärrbräkenväxtart som först beskrevs av Bl., och fick sitt nu gällande namn av Holtt. Sphaerostephanos canescens ingår i släktet Sphaerostephanos och familjen Thelypteridaceae. Inga underarter finns listade.